# Ústřední epidemiologická komise
Ústřední epidemiologická komise (nebo také podle svého statutu Komise pro řešení výskytu závažných infekčních onemocnění v ČR) je stálý pracovní orgán vlády České republiky. Byla zřízena podle usnesení vlády č. 1271 ze dne 8. 11. 2006. Účelem komise je plnění úkolů v oblasti ochrany veřejného zdraví a zajištění akceschopnosti rezortů včetně nezbytných veřejných služeb v případě výskytu závažných infekčních onemocnění.

## Působnost
Ústřední epidemiologická komise koordinuje zpracování a aktualizaci Pandemického plánu ČR. Dále je jejím úkolem kontrolovat a koordinovat řízení ochrany veřejného zdraví a akceschopnost rezortů včetně jimi stanovených nezbytných veřejných služeb v případě výskytu závažných infekčních onemocnění.
Jestliže vláda vyhlásí nouzový stav, stává se tato komise součástí Ústředního krizového štábu.

## Složení
Předsedou je ministr zdravotnictví, místopředsedou je hlavní hygienik ČR. Dalšími členy jsou:
- vedoucí pracovníci ministerstev obrany, vnitra, dopravy, financí, školství, mládeže a tělovýchovy, průmyslu a obchodu, pro místní rozvoj, zemědělství, zahraničních věcí v úrovni minimálně ředitele odboru,
- místopředseda Správy státních hmotných rezerv,
- tiskový mluvčí Ministerstva zdravotnictví,
- a další.

Komise může přizvat ke spolupráci zástupce dalších orgánů veřejné správy, případně příslušné experty.

## Činnost
Komise zasedá podle potřeby, nejméně jedenkrát ročně. Některá významná jednání:
- k výskytu Eboly v západní Africe (15. 12. 2014)
- aktuální vývoj ohledně koronaviru v Evropě a připravenost ČR na možné rozšíření nákazy na její území (27. 2. 2020)[3]
- další jednání v roce 2020: 11. 3. 2020, 20. 3. 2020, 2.4.2020, 15.5.2020[4]
- o sdílení aktuálních informací týkajících se řešení epidemie koronaviru měla jednat komise 17.9.2020 i za účasti zástupce Světové zdravotnické organizace (WHO) v ČR[5]